# Iskolai osztály

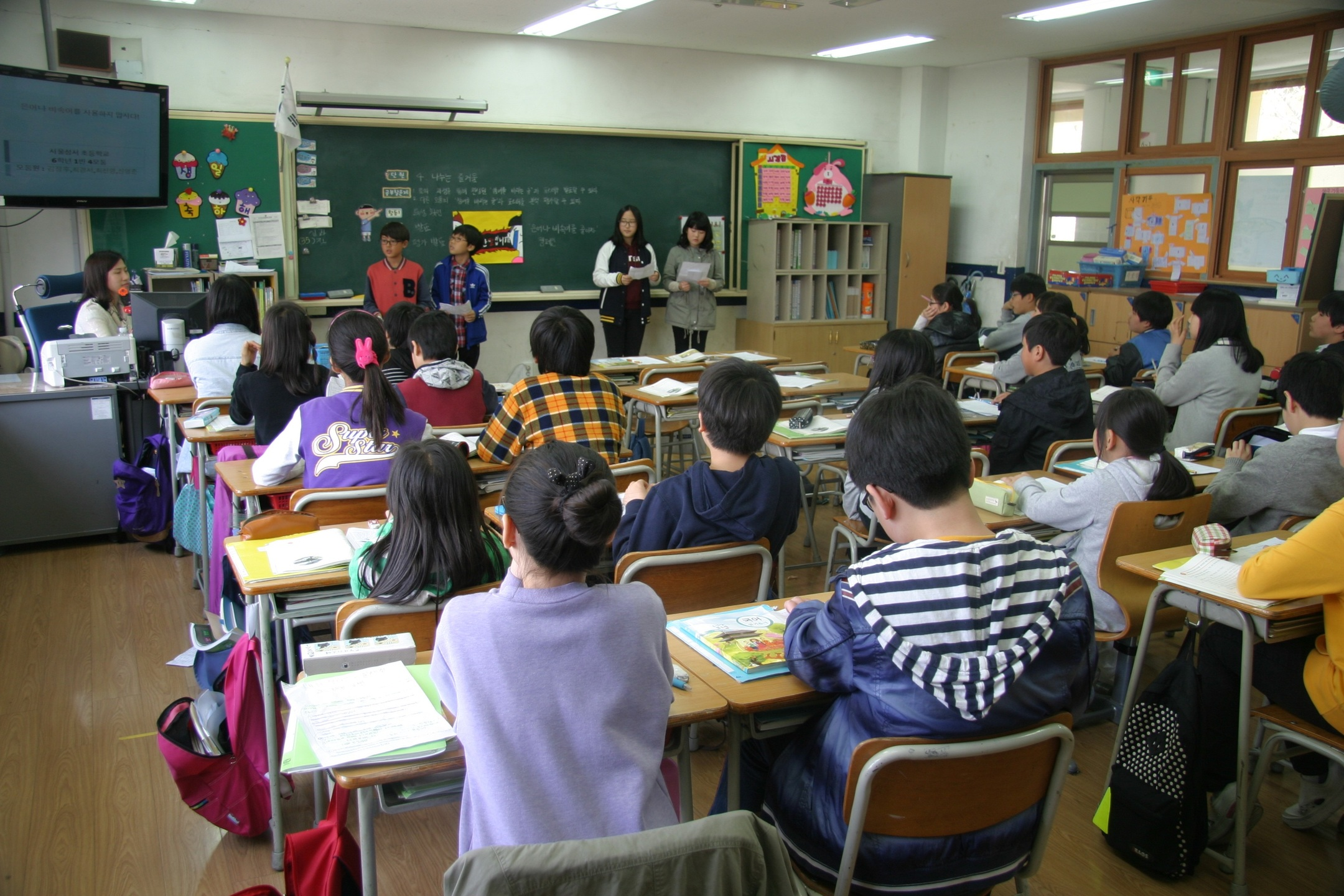
Egy osztály Balin, Indonéziában, 2017-ben

Az iskolai osztály vagy évfolyam az iskolai nevelés és oktatás alapvető szervezeti kerete; a viszonylag azonos életkorú, ebből következően feltételezhetően hasonló fejlettségű tanulókból kialakított szociális alakzat; a nevelés-oktatás eredményességét jelentősen befolyásoló tényező. Alapvető jellemzője a tanulók huzamos és rendszeres együttléte, továbbá az, hogy folyamatos pedagógiai irányítás mellett a tanulók többnyire szervezett keretben oldják meg munkafeladataikat. Az iskolai életen belül az osztály a tanuló közvetlen szervezeti kerete, környezete.
Az osztályrendszerű iskolai oktatás a tanulás olyan szervezési módja, amely szerint a tanulókat megszerzett tudásuk alapján osztályokba, évfolyamokba csoportosítják; az osztályok egymásutánja a tananyag elsajátításának fokozatait jelenti. Egy-egy osztály, évfolyam tananyagát egy-egy tanév ideje alatt sajátítják el, dolgozzák fel a tanulók, amennyire szükséges, úgy a tanítók vagy tanárok segítő irányításával.
Az osztályban folyó munka hosszú társadalmi és iskolai történeti folyamat változásainak következménye. A XVI–XVIII. században bekövetkezett társadalmi változások tették szükségessé az osztályrendszerű iskolai oktatásnak ma ismert formáját. Comenius Didactica magnájában (1632) (Nagy Didaktika; 1896) a gyakorlatban már évszázadok alatt kikristályosodott osztály- és tanórarendszerű oktatást írta le, s látta el újabb pedagógiai indoklással. A XX. század fordulóján több kísérlet történt az osztályrendszer hagyományos formájának megszüntetésére. Ennek ellenére az osztályrendszer még napjainkban is uralkodó formája az oktatásnak.
Az osztállyá szervezés esetében egy osztályba szervezhető maximális tanulószámot, iskolatípusonként, a közoktatási (iskolai) törvény és rendelkezései (végrehajtási utasítások) állapítják meg. A maximális tanulószám túllépése esetében osztálybontást kell tenni.
Az osztott iskola olyan oktatási intézmény, amelyben a tanulók kezdettől fogva évfolyam, illetve osztályok szerinti bontásban tanulnak. Alsó tagozaton osztálytanítóval, felső tagozaton szaktanári rendszerrel folyik az oktatás.
Az osztatlan iskolában a tanulók életkori és évfolyam szerinti bontás nélkül egy tanteremben, egy tanító irányítása mellett tanulnak. Ma már Magyarországon csak alsó tagozatos iskola van ilyen (1–4. osztály 1 tanulócsoportban).
A részben osztott iskola (részben osztott oktatás; összevont osztályú tanulócsoportos oktatás) legalább két tanítóval/tanárral működő iskola, ahol az évfolyamok, az osztályok szerinti bontás (osztálybontás) csak részben valósul meg. A településviszonyok által meghatározottan kis tanulólétszámú iskolák esetében gyakori. Túl kevés az egy osztályra eső tanulólétszám, vagy kevesebb a tanterem, mint ahány osztály van. A különböző osztályok összevonása révén együtt tanuló gyerekek alkotnak egy tanulócsoportot. Az összevonás mértéke a tanulók számától függ. Alsó tagozaton szokásos összevonás: 1. és 3. osztály, valamint 2. és 4. osztály. Felső tagozaton: 5. és 6. osztály, valamint 7. és 8. osztály. Az ilyen tanulócsoportokban az oktatás közvetlen vagy önálló formában történik. Amíg a pedagógus az egyik osztállyal közvetlen foglalkozik, addig a másik osztály önállóan tanul. A tanulástervezésnek- szervezésnek ezt a módját a pedagógusképző intézményben a pedagógusjelölteknek tanulniuk szükséges.